# Olaf Dufseth

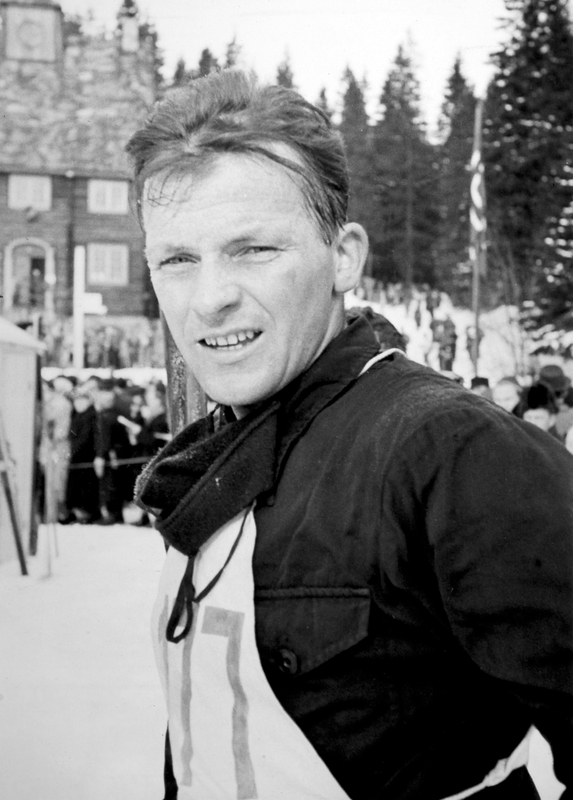
Olaf Dufseth in 1947

Olav Dufseth (Vang, 19 december 1917 -Rena, 22 september 2009) was een Noors skiër, gespecialiseerd in de Noordse combinatie en langlaufen.
Dufseth werd 8e in de Noordse combinatie op de Olympische Winterspelen van 1948 in Sankt Moritz. In het langlaufen eindigde hij 18e.